# ハナモモ
ハナモモ（花桃）は、バラ目バラ科モモ属の耐寒性落葉低木。

## 概要
原産地は中国。花を観賞するために改良されたモモで、花つきがよいため、主に花を観賞する目的で庭木などによく利用される。日本で数多くの品種改良が行われ、種類が豊富。観賞用のハナモモとして改良が行われるようになったのは江戸時代に入ってからで、現在の園芸品種の多くも江戸時代のものが多い。サクラの開花前に咲くことが多い。長野県では桜より遅く、4月中旬から5月初めにかけて、各地の名所で観られる。桃の節句（雛祭り）に飾られる。結実するが実は小さく、食用には適さない。最近では、日本国外でもよく利用される。
- 樹高：約100 - 700cm
- 花期：3 - 4月
- 花色：赤、桃色、白、紅白咲き分け
- 花径：3 - 5cm

一重、八重咲きがあり、樹形は立性で、枝垂れ性、ほうき立ち性、矮性などもある。
お印
寬仁親王妃信子のお印でもある。

## 栽培
日当たりと排水の良い場所に11月から12月または3月初めくらいに植え付ける。挿し木でも増やせる。湿気に弱いため、高植えにする。病虫害が多いため、アブラムシ、カイガラムシに注意する。縮葉病、灰星病、穿孔細菌病などにかかりやすい。酷い乾燥期以外は、庭植えのハナモモには水やりは不要。強剪定は避ける。

## 自治体の花
- 名取市 - （宮城県）町の花
- 古河市 - （茨城県）町の花
- 揖斐川町 - （岐阜県）町の花
- 八潮市 - （埼玉県）市の花（2014年11月28日指定）